# 肖恩·愛德華斯
肖恩·愛德華斯（Sean Edwards，1962年1月2日—）是一位澳洲政治人物，他的黨籍是澳洲自由黨。自2011年開始，他是代表南澳大利亞州的澳大利亞參議院議員之一。在踏入政壇之前，他是一位葡萄酒釀酒師。